# Ferdinando Tartaglia
(F. Tartaglia, Poesie. Esercizi di verbo, 2004)
Ferdinando Tartaglia (Parma, 1º ottobre 1916 – Firenze, 24 giugno 1988) è stato un presbitero, scrittore e teologo italiano. È stato uno dei più singolari protagonisti del XX secolo del pensiero religioso contemporaneo.

## Biografia
(F. Tartaglia, Poesie. Esercizi di verbo, 2004)
Orfano di madre a nove anni, desiderò farsi frate ma non ottenne il consenso paterno. A quindici anni poté però entrare in seminario a Parma e poi a Roma: si laureò in teologia nella Pontificia Università Gregoriana. Ordinato sacerdote a Parma nel 1939, prima a Genova e poi a Firenze, nel 1942 formò con altri preti una comunità religiosa, che venne però sciolta dalle autorità ecclesiastiche.
Pubblicò presso l'editore Guanda di Modena sue traduzioni e commenti di noti testi religiosi: La filosofia della religione di John Henry Newman, il Diario e scritti religiosi di Gabriel Marcel, le Provinciali di Pascal e le Meditazioni cristiane e metafisiche di Malebranche; scrisse sulla rivista Il Contemporaneo pubblicata dallo stesso editore.
Dal 1943 collaborò a Firenze con Aldo Capitini ai COS, i Centri di orientamento sociale, fondati dal Capitini: comunità aperte a tutti, «senza distinzione di età, di razza, di cultura, di sesso, di condizione sociale o culturale, di iscrizione a partito» e nel 1944 l'autorità ecclesiastica gli proibì la celebrazione della messa; nel 1945 gli fu interdetto l'abito ecclesiastico e nel 1946 venne colpito dalla massima scomunica vitando, per aver commemorato lo scomunicato ex-prete Ernesto Bonaiuti. Disse, in quell'occasione:
Il Sant'Uffizio motivò la scomunica con la disobbedienza, la diffusione di dottrine false, eresia e il tentativo di sovvertire i fondamenti della religione, ma Tartaglia vide nella stessa sua scomunica un segnale profetico. Scrisse infatti che
Nel 1947 Tartaglia e Aldo Capitini fondarono il Movimento di religione, al quale aderirono poi lo storico Raffaele Pettazzoni e lo psichiatra Roberto Assagioli, ma dal quale Tartaglia uscì per fondare nel 1950 il Centro per la realtà nuova, sede anche della casa editrice omonima per i cui tipi egli scrisse nel 1960 il Discorso di tre aprile e dove visse fino alla morte nel 1987, anno in cui venne revocata la scomunica.
Enorme è la mole dei suoi scritti, che solo negli ultimi anni sono stati pubblicati in piccola parte.

## Il pensiero
(F. Tartaglia, Poesie. Esercizi di verbo, 2004)
Il pensiero di Tartaglia si muove dalla necessità di una trasformazione radicale del cristianesimo, che provocò il suo progressivo allontanamento dalle istituzioni ecclesiastiche. Molti dei suoi scritti ci raccontano della lotta contro la disperazione di questo sacerdote vitando che cerca il rimedio ai sintomi apocalittici della terra: rinnovare e capovolgere tutto dall'interno, con la fede nella Realtà Nuova. Essa, senza più divisioni e barriere confessionali, può trasformare radicalmente il quadro buio e sanguinante del mondo "antico" in cui siamo costretti a vivere.
L'impossibilità di Dio a rispondere alle implorazioni umane, sentita intimamente da Tartaglia, corrispondeva al suo desiderio missionario di reagire lottando, al suo desiderio di raccogliere vecchi e bambini abbandonati nella sua villa di campagna, al suo legame con Germaine Muhlethaler.

## Opere
- Progetto di religione, Modena 1951
- Discorso di tre aprile, Firenze 1960
- Tre ballate, Prefazione:  « Esercizi di verbo ».  Il cammino del poeta, Book Editore, Castel Maggiore 2000.
- Tesi per la fine del problema di Dio, Milano 2002
- Esercizi di verbo, A cura di Adriano Marchetti, Adelphi, Milano 2004
- La religione del cuore, Adelphi, Milano 2008